# Drosophila abjuncta
Drosophila abjuncta är en tvåvingeart som beskrevs av Elmo Hardy 1965. Drosophila abjuncta ingår i släktet Drosophila och familjen daggflugor. Inga underarter finns listade i Catalogue of Life.

## Utbredning
Artens utbredningsområde är Hawaii.